# Chazeuil (Nièvre)
Chazeuil é uma comuna francesa na região administrativa de Borgonha-Franco-Condado, no departamento de Nièvre. Estende-se por uma área de 4,61 km². Em 2010 a comuna tinha 60 habitantes (densidade: 13 hab./km²).